# Sierpe (Costa Rica)
Sierpe es el tercer distrito del cantón de Osa, en la provincia de Puntarenas, de Costa Rica.

## Ubicación
Su cabecera es la villa de Sierpe, ubicada a orillas del río Sierpe.
El distrito ocupa el extremo septentrional de la Península de Osa, y su superficie consta esencialmente de tierras anegadizas del delta del río Térraba y sus afluentes, siendo uno de los principales el río Sierpe, que da origen al nombre del distrito. 
El pequeño poblado de Sierpe está localizado a unos 30 km del Océano Pacífico a lo largo del río Sierpe, a escasos 15 km al sur de Palmar Sur y a 10 km al sudoeste de la carretera Interamericana.

## Historia
Fue creado junto con el resto del cantón de Osa, en Ley 185 de 29 de julio de 1940, convirtiéndose en una de las unidades administrativas más grandes del país (1,021 km²). Sin embargo, en Ley Nº 36-2012 del 3 de agosto de 2012, le fue segregado el distrito de Bahía Drake, con lo que su área se redujo a prácticamente la mitad. 

## Geografía
Sierpe cuenta con un área de 634,18 km² y una altitud media de 8 m s. n. m.

## Demografía
Para el año 2022, Sierpe cuenta con una población estimada de 3075 habitantes, y para el último censo efectuado, en 2011, Sierpe contaba con una población de 4205 habitantes.
Posee una de las menores densidades demográficas registradas a nivel nacional.

## Localidades
- Poblados: Ajuntaderas, Alto Los Mogos, Alto San Juan, Bahía Chal, Bajos Matías, Barco, Bejuco, Boca Chocuaco, Gallega, Camíbar, Campo de Aguabuena, Cantarrana, Charcos, Chocuaco, Garrobo, Guabos, Isidora, Islotes, Jalaca (parte), Julia, Miramar, Mogos, Monterrey, Playa Palma, Playitas, Potrero, Puerto Escondido, Rincón, Sábalo, San Gerardo, San Juan, Taboga, Taboguita, Tigre, Varillal.

## Economía

### Turismo
Sierpe es el principal acceso para quienes desean ir al parque nacional Corcovado o a la Isla del Caño. 
Asimismo, es la puerta de entrada a una de las reservas de manglares más grandes de América Latina. El Humedal Nacional Térraba-Sierpe, con una superficie aproximada de 14.637 ha, está situado donde se unen  las bocas de los ríos Sierpe y Térraba y contiene algunos de los hábitat más diversos en flora y fauna del mundo. 
La zona también es muy conocida internacionalmente por sus hallazgos arqueológicos de esferas de piedra en el Valle del Diquís o Sierpe. En 2014, la Unesco eligió el conjunto de asentamientos cacicales prehispánicos con esferas de piedra de Diquís como Patrimonio de la Humanidad. El 16 de julio de 2014, la Asamblea Legislativa de Costa Rica las declaró símbolo nacional del país.

## Transporte

### Carreteras
Al distrito lo atraviesan las siguientes rutas nacionales de carretera:
- Ruta nacional 223
- Ruta nacional 245